# دیدندرف
دیدندرف (به فرانسوی: Diedendorf) یک کمون در فرانسه با جمعیت ۳۴۵ نفر است که در Canton of Sarre-Union واقع شده‌است.